# Emma Kunz
Emma Kunz (Brittnau, Suiza, 23 de mayo de 1892 - Waldstatt, Suiza, 16 de enero de 1963) fue una sanadora y artista suiza.

## Biografía

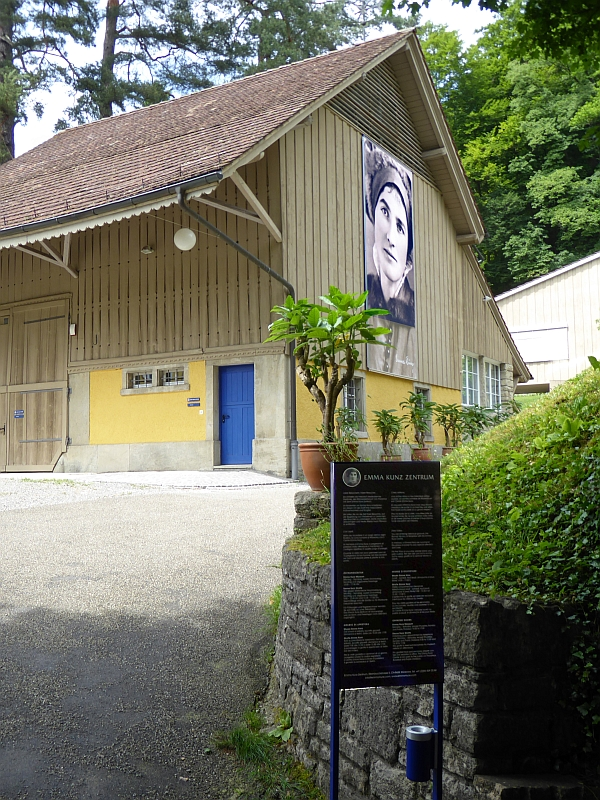
Centro Emma Kunz.

Emma Kunz vivió desde 1892 hasta 1963 en la parte germanohablante de Suiza. Fue reconocida en vida como sanadora; ella misma se describía como una investigadora. Hoy día ha adquirido reputación internacional a través de su trabajo artístico. Incluso en sus días de escuela experimentó acontecimientos excepcionales. Cuando tenía 18 años, empezó a usar sus habilidades de telepatía, adivinación y curación, y comenzó a valerse de su péndulo.

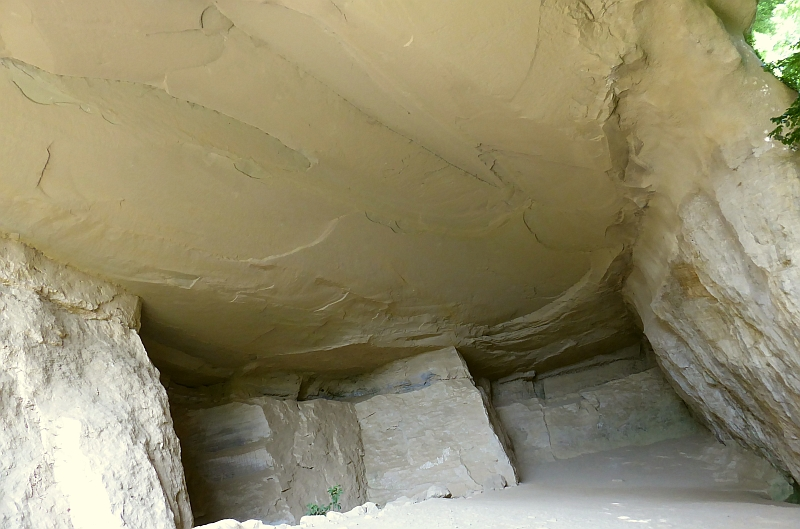
AION A.

Logró éxito a través de sus consejos y tratamientos que a menudo fueron considerados en los límites de los milagros. Ella misma rechazó el término milagro dado que lo atribuía a la capacidad de utilizar y activar los poderes que se encuentran latentes en cada persona. Muy importante fue su descubrimiento en 1941 del poder curativo de la roca de Würenlos que denominó AION A. 
A partir de 1938, creó dibujos a gran escala en papel cuadriculado. Describió su trabajo creativo de la siguiente manera: "apariencia y forma expresadas como medida, ritmo, símbolo y transformación de figura y principio". 

## Legado
Como artista visionaria dejó como legado una fascinante colección de obras de arte que codifican un conocimiento inconmensurable. Sus dibujos son probablemente la forma más directa de experimentar su personalidad.
Hilma af Klint, Agnes Martin y Kunz abordaron la abstracción geométrica no como un formalismo, sino como un medio para estructurar ideas filosóficas, científicas y espirituales. Usando líneas, geometría y cuadrícula, cada una de estas artistas creó dibujos esquemáticos de su exploración de complejos sistemas de creencias y prácticas restaurativas.
El Centro Emma Kunz fue fundado en 1986 por Anton C. Meier, un pariente de Kunz, para preservar los hallazgos de la investigación y el arte de Kunz. El Museo Emma Kunz abrió sus puertas en 1991.

## Obras
- Leben (Life) (1930) - Poesía
- The Miracle of Creative Revelation (1953, autopublicado)
- New Methods of Drawing (1953, autopublicado)

## Exposiciones
- Der Fall von Emma Kunz (The Case of Emma Kunz), 1973
- 3 x Abstraction: New Methods of Drawing by Hilma af Klint, Emma Kunz, and Agnes Martin, Santa Monica Museum of Art (2005). ISBN 9780300108262.
- 55th Venice Biennale, 'The Encyclopedic Palace' Central Pavilion curated by Massimiliano Gioni
- Emma Kunz: Visionary Drawings, Serpentine Galleries, 2019
- Emma Kunz Cosmos - A Visionary in Dialogue with Contemporary Art, Aargauer Kunsthaus, 2021